# Olimpiu Moruțan
Olimpiu Vasile Moruțan [oˈlimpju vaˈsile moruˈt͡san] (* 25. April 1999 in Cluj-Napoca) ist ein rumänischer Fußballspieler, der seit August 2023 beim Erstligisten Ankaragücü unter Vertrag steht. Der offensive Mittelfeldspieler ist seit Oktober 2021 rumänischer Nationalspieler.

## Karriere

### Verein
Der in Cluj-Napoca geborene Olimpiu Moruțan begann seine fußballerische Ausbildung bei Universitatea Cluj. Am 27. Februar 2016 (19. Spieltag) bestritt er beim 0:0-Unentschieden gegen den CS Mioveni mit 16 Jahren sein Debüt in der zweithöchsten rumänischen Spielklasse. In den nächsten Wochen spielte er trotz seines jungen Alters regelmäßig in der Offensive der Șepcile roșii. Am 16. April (2. Spieltag der Abstiegsrunde) erzielte er bei der 1:3-Auswärtsniederlage gegen Olimpia Satu Mare sein erstes Ligator. In dieser Saison 2015/16 absolvierte er 15 Ligaspiele, in denen er einen Treffer erzielte.
Mitte August 2016 wechselte Moruțan zum Erstligisten FC Botoșani. Sein Debüt absolvierte er am 15. Oktober 2016 (12. Spieltag) bei der 1:2-Auswärtsniederlage gegen Pandurii Târgu Jiu, als er in der 74. Spielminute für Mihai Roman eingewechselt wurde. In der Rückrunde kam er bereits häufig zum Einsatz und die Saison 2016/17 beendete er mit 19 Ligaeinsätzen. In der nächsten Spielzeit 2017/18 war er bereits Stammkraft im offensiven Mittelfeld der Botoșănenii und absolvierte 36 Ligaspiele, in denen ihm zwei Tore und vier Vorlagen gelangen.
Bereits am 21. Dezember 2017 gab FCSB Bukarest bekannt, dass Moruțan zur Saison 2018/19 zum Verein stoßen wird. Zum 1. Juli 2018 trat er einen Fünfjahresvertrag beim Militärverein an. Am 21. Juli 2018 debütierte er bei der 0:1-Auswärtsniederlage gegen Astra Giurgiu für FCSB, als er in der Halbzeitpause für Florinel Coman eingewechselt wurde. Sein erstes Tor erzielte er am 2. August beim 4:0-Heimsieg gegen Rudar Velenje in der Qualifikation zur UEFA Europa League in eindrucksvoller Weise, als er beim Weg zum Torerfolg mehrere Gegenspieler ausdribbeln konnte. Drei Tage später (3. Spieltag) traf er beim 4:0-Heimsieg gegen Politehnica Iași auch in der Liga erstmals. In dieser Spielzeit gelangen ihm in 27 Ligaeinsätzen zwei Tore und acht Vorlagen.
Anfang Juli 2019 zog sich Moruțan eine Knieverletzung zu und verpasste damit den Auftakt der Saison 2019/20. Im September 2019 kehrte er zurück, wurde vorerst aber nur als Einwechselspieler eingesetzt. Erst zum Jahreswechsel schaffte er den Sprung in die Startelf von Cheftrainer Mihai Teja und insgesamt bestritt er in dieser Spielzeit 25 Ligaspiele, in denen ihm ein Treffer und fünf Torvorlagen gelangen.
Während der Saison 2021/22 wechselte Moruțan in die Türkei zu Galatasaray Istanbul. Galatasaray wird in den kommenden drei Jahren eine Ablöse in Höhe von 3,5 Millionen Euro bezahlen und Moruțan erhielt einen Fünfjahresvertrag. Galatasaray ließ die Fans entscheiden, mit welcher Rückennummer Moruțan spielen soll. Zur Auswahl standen die Nummern 10, 14 und 21. Die Entscheidung fiel auf die Nummer 21. Das erste Pflichtspieltor erzielte Moruțan im Süper-Lig-Spiel gegen Göztepe Izmir am 26. September 2021. Vor Beginn der Saison 2022/23 wechselte Moruțan leihweise nach Italien zum Zweitligisten Pisa Sporting Club. Aktuell steht er bei MKE Ankaragücü unter Vertrag.

### Nationalmannschaft
Zwischen Oktober 2017 und März 2018 bestritt Moruțan sieben Länderspiele für die rumänische U19-Nationalmannschaft, in denen er fünf Torerfolge verbuchen konnte. Bereits zuvor, im März 2017, spielte er erstmals für die der U21 auf, für die er bis heute im Einsatz ist.
Moruțan gab sein Debüt für die Rumänische Fußballnationalmannschaft im WM-Qualifikationsspiel gegen Armenien am 8. Oktober 2021. Er wurde in der 62. Spielminute für Alexandru Mitriță eingewechselt.

## Erfolge
FCSB Bukarest
- Cupa României: 2019/20